# Episodi di Solar Opposites (terza stagione)
La terza stagione della serie animata Solar Opposites, composta da 11 episodi, è stata interamente pubblicata negli Stati Uniti su Hulu il 13 luglio 2022. Un episodio speciale di Halloween è stato successivamente distribuito il 3 ottobre 2022.
In Italia la stagione è stata interamente pubblicata il 2 novembre 2022 su Disney+.
| nº                | Titolo originale                                                          | Titolo italiano                                    | Pubblicazione USA | Pubblicazione Italia |
| ----------------- | ------------------------------------------------------------------------- | -------------------------------------------------- | ----------------- | -------------------- |
| 1                 | The Extremity Triangulator                                                | Il triangolatore di estremità                      | 13 luglio 2022    | 2 novembre 2022      |
| 2                 | Edamame Duffle Bag                                                        | Il sacco a forma di edamame                        | 13 luglio 2022    | 2 novembre 2022      |
| 3                 | The Pupa’s Big Day                                                        | Il grande giorno del pupa                          | 13 luglio 2022    | 2 novembre 2022      |
| 4                 | Hululand                                                                  | Hululand                                           | 13 luglio 2022    | 2 novembre 2022      |
| 5                 | The Gargoyle Ray                                                          | Il raggio gargoyle                                 | 13 luglio 2022    | 2 novembre 2022      |
| 6                 | 99 Ships                                                                  | 99 navicelle                                       | 13 luglio 2022    | 2 novembre 2022      |
| 7                 | The Platinum Beyblade Burst 800 Takara Tomy Edition                       | Il Platinum Beyblade Burst 800 Tamara Tony Edition | 13 luglio 2022    | 2 novembre 2022      |
| 8                 | The Cubic Lattice Crystallizer                                            | Il cristallizzatore a reticolo cubico              | 13 luglio 2022    | 2 novembre 2022      |
| 9                 | The Rays That Turn People Into Various Things                             | Arrivano i critici della rivista Parade            | 13 luglio 2022    | 2 novembre 2022      |
| 10                | Terry and Korvo Get in a Big Screaming Fight in the Taco Bell Parking Lot | La tuta d'argento                                  | 13 luglio 2022    | 2 novembre 2022      |
| 11                | The Fog of Pupa                                                           | La nebbia della pupa                               | 13 luglio 2022    | 2 novembre 2022      |
| Episodio speciale |                                                                           |                                                    |                   |                      |
| 12                | A Sinister Halloween Scary Opposites Solar Special                        | Halloween all'inferno                              | 3 ottobre 2022    | 2 novembre 2022      |